# Paullinia simulans
Paullinia simulans är en kinesträdsväxtart som beskrevs av Macbride. Paullinia simulans ingår i släktet Paullinia och familjen kinesträdsväxter. Inga underarter finns listade i Catalogue of Life.